# 松本行弘
松本行弘（别名Matz，1965年4月14日—）是一位日本计算机科学家和程序员。他是Ruby程序设计语言的主要设计者和实现者。
自2011年起，松本行弘在Heroku担任首席Ruby架构师，同时他也是乐天技术研究所的成员。在2014年6月，株式会社 VASILY 任命他为技术顾问。

## 生平
松本行弘出生于大阪府，从四岁起居住在鸟取县。根据Japan Inc.的采访，他在高中毕业前自学了程序设计。他毕业于筑波大学，在那里获得了信息科学学位，并参加了研究程序设计语言和编译器的部门。曾在島根大學攻讀博士班，但並沒有取得學位就退學了。
截止2009年，松本行弘是岛根县开源系统综合公司网络应用通信实验室研究和开发部门的主任。他也是乐天株式会社的快速开发组织乐天技术研究所的会员。

## 私人生活
他是耶稣基督后期圣徒教会的成员，在大學時，曾休學兩年，擔任教会的传教士。松本行弘已婚，有四个孩子。

## 作品
- 松本行弘的程序世界 ISBN 978-7-115-25507-5
- Ruby in a Nutshell ISBN 0-596-00214-9
- The Ruby Programming Language ISBN 0-596-51617-7

## 引用
1. ↑  他的姓名的日文汉字写法为，但通常被写成平假名的形式：。
2. ↑  .   [2018-04-24]. （原始内容存档于2021-01-17）.
3. ↑  .   [2014-06-16]. （原始内容存档于2014-06-08）.
4. ↑  An interview by Japan Inc. 的存檔，存档日期2006-12-12.